# Erichsenia
Erichsenia es un género monotípico de plantas con flores  perteneciente a la familia Fabaceae. Su única especie: Erichsenia uncinata Hemsl, es originaria de Australia Occidental.